# Wenn die Nacht kein Ende nimmt
Wenn die Nacht kein Ende nimmt ist ein DDR-Fernsehspiel von Wilhelm Gröhl mit Christel Bodenstein, Manfred Krug und Armin Mueller-Stahl. Der Film wurde erstmals am 21. Februar 1959 im DDR-Fernsehen ausgestrahlt.

## Handlung
Die siebzehnjährige Waise Doris Wendt wächst in Westdeutschland bei Verwandten auf und träumt von einem besseren Leben. Sie lernt einen Mann kennen, der ihr dieses Leben scheinbar bieten kann. Tatsächlich vermittelt er sie als Zuhälter an eine Bar, in der Doris eine Karriere als Prostituierte beginnt. Nachdem sie in Bordellen ausgebeutet wurde, gelingt es ihr, das Rotlichtmilieu hinter sich zu lassen und beginnt in Österreich als Kindermädchen zu arbeiten. Dort verliebt sie sich in den Stiefsohn der Familie, aber ihre Vergangenheit holt Doris schließlich ein.

## Ideologischer Hintergrund
Die Handlung geht von der Behauptung aus, dass im real existierenden Sozialismus Kriminalität und Prostitution zurückgehen würden, während die kapitalistische Bundesrepublik Deutschland im zunehmenden Würgegriff von Verbrechen und Prostitution sei. Diese These wird am Beispiel des Schicksals von Doris Wendt dargestellt.

## Rezeption
Zur Erstausstrahlung am 21. Februar 1959 wurde Wenn die Nacht kein Ende nimmt als „nicht geeignet für Jugendliche unter 18 Jahren“ eingestuft. Das Fernsehen der DDR strahlte Anfang August 1959 den Film erneut aus, laut dem Neuen Deutschland auf vielfachen Publikumswunsch.